# Josefa de León y Ayala
Josefa de León y Ayala, també anomenada Josefa de Ayala y Castro (Madrid, 1660 - Lima, 20 de juliol de 1716), coneguda pel nom religiós Sor María Rosa, va ser una religiosa caputxina castellana. Va ser la fundadora del convent de Jesús, María y José de la ciutat de Lima, on va ser abadessa fins poc abans de la seva mort.

## Primers anys
Va néixer a Madrid el 1660, filla de José de León y Ayala, natural de Sevilla, i d'Estefanía Muñoz, natural de la vila d'Herrera de Guadalupe, els cognoms dels quals varien a Ayala i Castro, segons la font. S'afirma que durant la seva infància va ser sempre virtuosa i innocent, i que malgrat que els seus pares la van orientar cap al matrimoni, va sentir la vocació religiosa des dels 7 anys.
Va prendre l'hàbit al convent de caputxines de Madrid, el 6 de juny de 1677. Allà va distingir-se per la seva virtud i la seva capacitat de bon govern. Per aquesta raó, va ser elegida com a fundadora del convent de caputxines de Lima, al Perú. Poc després va contraure una greu malaltia, que segons els biògrafs, es va curar miraculosament amb l'aparició de sant Dídac, que li va dir que havia d'anar a Amèrica.

## Fundació del convent de Lima
El viatge a Lima va ser relatat per la religiosa en una carta a la seva germana Teresa. Acompanyada d'altres religioses i del pare Fausto Gallegos, va sortir de Madrid el 3 de gener de 1710 i es va embarcar cap a Amèrica, però durant el camí van ser capturades per corsaris holandesos (altres fonts diuen que foren britànics), que les van portar a Lisboa i, des d'allà, van ser retornades a Cadis el 1710. El 20 de setembre de 1711 van embarcar-se per segona vegada i van arribar a Buenos Aires el 27 de setembre de 1712. Van emprendre el viatge fins a Santiago de Xile, on van hostatjar-se al convent de clarisses de la Cañada. El 9 de gener de 1713 van embarcar-se a Valparaíso i el 2 de febrer van aconseguir arribar al Callao. Arribades a Lima, es van instal·lar a una casa de caputxines que existia a la ciutat a càrrec d'una dona anomenada María Francisca, i allà Josefa de León va establir la constitució i la regla del convent, al qual va donar l'advocació de «Jesús, María y José». D'acord amb la descripció que va fer a la seva germana, León va veure molt poca observança als convents americanes i una gran vanitat entre les monges.
Finalment, el 14 de maig van prendre possessió oficial del convent, ella i la resta de monges van ser portades a la catedral de la ciutat en processó, un acte que va comptar amb l'assistència del virrei, els membres de l'audiència, els cabildos, a més de clergues i nobles. L'endemà va atorgar hàbits a les beates habitants de la casa i altres aspirants a esdevenir germanes del convent. Totes ells van venerar-la com a mestra. Hom afirma que León va ser un exemple de santedat i bon govern, que la va fer mereixedora de l'estima de tota la ciutat.

## Mort
Va exercir com a abadessa del convent fins al 20 de juliol de 1716, quan va renunciar al càrrec. Va morir poc després, el 14 d'agost del mateix any. Al seu enterrament hi va assistir l'arquebisbe i altres autoritats públiques de la ciutat. La seva vida va ser escrita a Lima per part de la mare Josefa Victoria, companya de l'abadessa, que va remetre cap a 1736 una còpia a la germana de la difunta. Cent anys després de la seva mort, el seu cos va ser traslladat a l'ossari comú, tot i que hom afirma que el van trobar incorrupte.